# Qaraqurdlu
Qaraqurdlu är en ort i Azerbajdzjan.   Den ligger i distriktet Xaçmaz Rayonu, i den nordöstra delen av landet, 150 km nordväst om huvudstaden Baku. Qaraqurdlu ligger 26 meter över havet och antalet invånare är 3 032.
Terrängen runt Qaraqurdlu är lite kuperad. Närmaste större samhälle är Xaçmaz, 1,4 km nordväst om Qaraqurdlu.
Trakten runt Qaraqurdlu består till största delen av jordbruksmark. Runt Qaraqurdlu är det ganska tätbefolkat, med 129 invånare per kvadratkilometer.